# Stephen Douglas Parkes
Stephen Douglas Parkes (Mineola, 2 giugno 1965) è un vescovo cattolico statunitense, dall'8 luglio 2020 vescovo di Savannah.

## Biografia
Stephen Douglas Parkes è nato a Mineola, nello stato di New York, il 2 giugno 1965 ed è l'ultimo dei tre figli di Joan and Ron Parkes. Suo fratello Gregory è vescovo di Saint Petersburg.

### Formazione e ministero sacerdotale
Ha frequentato la Massapequa High School a Massapequa dal 1979 al 1983 e nel 1987 ha conseguito il Bachelor of Arts in business administration e marketing presso l'Università della Florida Meridionale a Tampa. Ha quindi lavorato nel settore commerciale e in banca.
Nel 1992 è entrato in seminario e ha compiuto gli studi ecclesiastici al seminario regionale "San Vincenzo de' Paoli" a Boynton Beach concludendoli con il Master of Divinity. In seguito ha partecipato al programma triennale di formazione alla direzione spirituale dell'Istituto per la formazione sacerdotale per sacerdoti diocesani.
Il 23 maggio 1998 è stato ordinato presbitero per la diocesi di Orlando nella cattedrale diocesana da monsignor Norbert Mary Leonard James Dorsey. In seguito è stato vicario parrocchiale della parrocchia dell'Annunciazione ad Altamonte Springs dal 1998 al 2005; amministratore e parroco fondatore della parrocchia del Preziosissimo Sangue a Oviedo dal 2005 al 2011; direttore spirituale della pastorale universitaria presso l'Università della Florida Centrale a Orlando dal 2004 al 2011; vicario foraneo del decanato Centro-Nord dal 2010 al 2020; parroco della parrocchia dell'Annunciazione ad Altamonte Springs dal 2011 al 2020 e direttore spirituale del consiglio della Catholic Foundation of Central Florida dal 2009 al 2020.
È stato anche membro del consiglio di fondazione della Basilica del Santuario Nazionale di Maria, Regina dell'Universo; membro del comitato di ammissione al seminario della diocesi di Orlando dall'agosto del 2011; rappresentante del clero della diocesi di Orlando presso il consiglio di fondazione presso il seminario regionale "San Vincenzo de' Paoli" dal 2012; membro del consiglio presbiterale dal 2012; segretario dello stesso; membro del collegio dei consultori dal 2012; membro del consiglio per il personale sacerdotale dal 2012 e membro del comitato immobiliare della diocesi di Orlando dal 2018.

### Ministero episcopale
L'8 luglio 2020 papa Francesco lo ha nominato vescovo di Savannah. Ha ricevuto l'ordinazione episcopale il 23 settembre successivo nella cattedrale di San Giovanni Battista a Savannah dall'arcivescovo metropolita di Atlanta Gregory John Hartmayer, co-consacranti il vescovo di Saint Petersburg Gregory Lawrence Parkes e quello di Orlando John Gerard Noonan. Durante la stessa celebrazione ha preso possesso della diocesi.

## Genealogia episcopale
La genealogia episcopale è:
- Cardinale Scipione Rebiba
- Cardinale Giulio Antonio Santori
- Cardinale Girolamo Bernerio, O.P.
- Arcivescovo Galeazzo Sanvitale
- Cardinale Ludovico Ludovisi
- Cardinale Luigi Caetani
- Cardinale Ulderico Carpegna
- Cardinale Paluzzo Paluzzi Altieri degli Albertoni
- Papa Benedetto XIII
- Papa Benedetto XIV
- Papa Clemente XIII
- Cardinale Marcantonio Colonna
- Cardinale Giacinto Sigismondo Gerdil, B.
- Cardinale Giulio Maria della Somaglia
- Cardinale Carlo Odescalchi, S.I.
- Cardinale Costantino Patrizi Naro
- Cardinale Lucido Maria Parocchi
- Papa Pio X
- Cardinale Gaetano De Lai
- Cardinale Raffaele Carlo Rossi, O.C.D.
- Cardinale Amleto Giovanni Cicognani
- Arcivescovo Paul John Hallinan
- Cardinale Joseph Louis Bernardin
- Cardinale Wilton Daniel Gregory
- Arcivescovo Gregory John Hartmayer, O.F.M.Conv.
- Vescovo Stephen Douglas Parkes